# Florin Mihail Secară
Florin Mihail Secară (n. 11 august 1970) este un politician român, ales deputat în Parlamentul României în mandatul 2012-2016 în Vrancea din partea PDL. Ulterior a devenit președinte executiv al Partidului Ecologist Român, lider al Alianței AER pentru România. 